# Iuhina galtabruna
La iuhina galtabruna (Staphida castaniceps) és una espècie d'ocell de la família dels zosteròpids (Zosteropidae) que habita el sotabosc del nord-est de l'Índia, sud de la Xina, Myanmar, nord-oest de Tailàndia. Segons la classificació del Handbook of the Birds of the World està inclòs al gènere Yuhina.